# Região Econômica Central da Terra Negra
A Região Econômica Central da Terra Negra  (russo: Центра́льно-Чернозёмный экономи́ческий райо́н; tr.: Tsentralno-Chernozyomny ekonomicheski raion), também chamada de Região Econômica do Centro-Chernozem é uma das doze Regiões Econômicas da Rússia.
O setor econômico mais importante na Região é a agricultura, que tem lugar na fertilíssima área de Terra Negra (Chernozem), razão pela qual a Região é conhecida por este nome. A indústria alimentícia é importante na Região. É também a área mais importante em relação a metalurgia do aço em toda a Federação Russa. Em Kursk se extrai minério de ferro e em Lipetsk e Stari Oskol há alguns dos principais complexos metalúrgicos da Rússia. Existen duas centrais nucleares, em Novovoronezh e em Kursk.
A Região tem uma superficie de 167.700km², com 7.872.000 habitantes (densidade de 47 hab/km²), dos quais 62% é populações urbana.

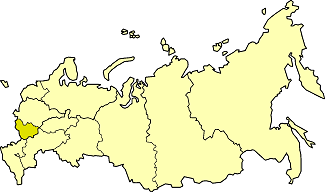
A Região Econômica Central da Terra Negra na Rússia

## Composição
1. Oblast de Belgorod
2. Oblast de Kursk
3. Oblast de Lipetsk
4. Oblast de Tambov
5. Oblast de Voronej

## Indicadores socioeconômicos
Esta Região é predominantemente rural. As dificuldades crônicas da agricultura soviética (agora russa) se fazem palpáveis aqui. Os níveis de investimento e o PIB per capta da Região estão bastante abaixo da média russa. Há relativamente poucos estudantes na educação superior.
O emprego estatal é alto, enquanto que o emprego no novo setor privado só alcança a metade dos números gerais da Rússia. A Região está experimentando um rápido declive de população.